# Kuala Baro
Kuala Baro is een bestuurslaag in het regentschap Nagan Raya van de provincie Atjeh, Indonesië. Kuala Baro telt 573 inwoners (volkstelling 2010).